# Víctor de la Parte
Víctor de la Parte González (Vitoria, 22 de junio de 1986) es un ciclista español que compitió como profesional entre 2011 y marzo de 2025.

## Trayectoria deportiva
Como amateur tuvo oportunidad de participar en algunas pruebas profesionales cosechando la victoria en la 7.ª etapa del Circuito Montañés 2010.

### Debut en el Caja Rural
Debutó como profesional en 2011 en el equipo Caja Rural donde tuvo buenas actuaciones destacando en la Vuelta a Castilla y León y en la Vuelta a Asturias donde acabó entre los 30 mejores. Sin embargo, en junio, fue acusado de pertenecer a una red de dopaje a través de una farmacia de Andorra por lo que no volvió a correr más desde mayo (Vuelta a la Comunidad de Madrid). No fue renovado por el Caja-Rural al igual que el otro acusado del equipo en dicha operación, Guillermo Lana, a la espera de la aclaración de esas informaciones que en ningún momento llegaron a probarse. Ni siquiera estuvo sancionado provisionalmente por lo que el equipo le podría haber alineado si lo hubiesen estimado oportuno.

### Progresión en  humildes equipos de categoría Continental

#### SP Tableware y Efapel-Glassdrive
Tras quedarse sin equipo meses después continuó su trayectoria profesional en el equipo griego SP Tableware desde junio del 2012 donde cosechó importantes triunfos en su categoría -3 victorias en Rumanía en sus primeros meses y otras 3 en Argelia en su segundo año-. De ahí, en 2014, pasó a formar parte del equipo luso Efapel que le dio acceso a un calendario de carreras de mayor nivel, aunque todas en la península ibérica, en las que logró 1 etapa en el Gran Premio Torres Vedras-Trofeo Joaquim Agostinho y en la Vuelta a Portugal (ambas en etapas contrarreloj) y además fue 7.º en dicha Vuelta a Portugal.

#### Team Vorarlberg, triunfo en la Vuelta a Austria
En 2015 recaló en las filas del conjunto Team Vorarlberg, que le daría acceso a un calendario de carreras amplio y de cierto nivel, donde alcanzó el mayor éxito de su carrera deportiva, Vuelta Austria -carrera de máxima categoría del UCI Europe Tour- tras hacerse además con 2 etapas.
Antes de su triunfo en la Vuelta a Austria también destacó en el resto del calendario ya que fue 5.º en el Tour de Taiwán, ganó en la Flèche du Sud y obtuvo una victoria de etapa en la Oberösterreichrundfahrt.
Debido a sus resultados fue 25.º en la clasificación del UCI Europe Tour 2015 clasificándose como el mejor español de dicha clasificación.

### Fichaje por el CCC
Sus resultados a lo largo de la temporada 2015, y sobre todo el triunfo en la Vuelta Austria, le abrieron las puertas de la segunda división del ciclismo con el equipo polaco CCC Polkowice -misma categoría del Caja Rural donde comenzó su trayectoria profesional-, en el que podría disputar algunas carreras del calendario UCI WorldTour de máxima categoría.
Su mejor resultado durante los primeros meses de la temporada fue el 10.º puesto obtenido en la Vuelta a Murcia y disputó sus primeras carreras de máxima categoría de su trayectoria deportiva: Tirreno-Adriático, Milán-San Remo y Volta a Cataluña. En abril fue tercero en el Tour de Croacia.
En junio fue una de las grandes sorpresas de la Vuelta a Suiza al ser 11.º a pesar de perder más de 3 minutos en la 4.ª etapa debido a una avería. Se convirtió así en el mejor corredor de un equipo de segunda categoría en esa carrera. Posteriormente fue sexto en el Tour de la República Checa como mejor resultado.
El 7 de marzo de 2025, tras llegar a un acuerdo con el Euskaltel-Euskadi para rescindir su contrato, anunció su retirada.

## Palmarés
2012
- 1 etapa del Tour de Rumania
- Tour de Sibiu, más 1 etapa

2013
- Tour de Argelia, más 1 etapa

2014
- 1 etapa del Trofeo Joaquim Agostinho
- 1 etapa de la Vuelta a Portugal

2015
- Flèche du Sud
- 1 etapa del Oberösterreichrundfahrt
- Vuelta a Austria, más 2 etapas

## Resultados en Grandes Vueltas
Durante su carrera deportiva consiguió los siguientes puestos en las Grandes Vueltas. 
| Carrera | Carrera         | 2011 | 2012 | 2013 | 2014 | 2015 | 2016 | 2017 | 2018 | 2019 | 2020 | 2021 | 2022 | 2023 | 2024 |
| ------- | --------------- | ---- | ---- | ---- | ---- | ---- | ---- | ---- | ---- | ---- | ---- | ---- | ---- | ---- | ---- |
|         | Giro de Italia  | —    | —    | —    | —    | —    | —    | 56.º | 39.º | 21.º | 34.º | ―    | —    | —    | —    |
|         | Tour de Francia | —    | —    | —    | —    | —    | —    | —    | —    | —    | —    | 72.º | —    | —    | —    |
|         | Vuelta a España | —    | —    | —    | —    | —    | —    | —    | —    | Ab.  | —    | ―    | —    | —    | —    |

—: no participa

Ab.: abandono

## Equipos
- Caja Rural (2011)
- SP Tableware Cycling Team (2012[12] -2013)
- Efapel-Glassdrive (2014)
- Team Vorarlberg (2015)
- CCC Sprandi Polkowice (2016)
- Movistar Team (2017-2018)
- CCC Team (2019-2020)
- Total (2021-2023)
  - Team Total Direct Énergie (2021)[13]
  - Team TotalEnergies (2021-2023)
- Euskaltel-Euskadi (2024-2025)[14]